# Die Liebesfälscher
Die Liebesfälscher (Originaltitel: Copie conforme) ist ein französisch-iranisch-italienischer Spielfilm aus dem Jahr 2010. Abbas Kiarostami führte Regie und schrieb das Drehbuch.

## Handlung
Der britische Autor James Miller stellt in Florenz sein soeben in italienischer Übersetzung erschienenes Buch vor. Das Buch mit dem Titel Copie conforme (italienisch = perfekte Kopien, getreue Nachbildungen) untersucht grundsätzliche Probleme von Original, Kopie und Fälschung. 
Millers italienischer Übersetzer vermittelt – auf deren Wunsch – einen Kontakt mit einer Teilnehmerin der Lesung. Sie, deren Name nie genannt wird, ist Antiquitätenhändlerin und Kunstexpertin, daher an dem Thema von Berufs wegen sehr interessiert. Sie ist alleinerziehende Mutter eines frühreifen Jungen, der sie penetrant und erfolgreich aus der Lesung lotst und der seiner Mutter auf den Kopf zusagt, dass sie sich in den Fremden verliebt habe.
Miller sucht sie in ihrem Laden im Keller eines Palazzo auf, wo sie sowohl Originale als auch Kopien verkauft. Man einigt sich auf einen gemeinsamen Kaffee, sie fahren mit dem Auto zunächst ziellos durch die Stadt.
Als sie einen Ausflug in die Umgebung vorschlägt, stimmt er unter der Bedingung zu, am selben Abend seinen Zug um 21 Uhr zu erreichen.
Das Bergdorf, in dem sie endlich ankommen, ist zugeparkt mit hochzeitlich geschmückten Limousinen und wimmelt von Hochzeitspaaren. Wie Millers Begleiterin ihm erzählt, kommen die Brautpaare an diesen Ort, um sich vor einem goldenen mit Korallenzweigen geschmückten Baum – Korallen waren der Isis und Venus heilig – ewige Treue zu schwören, und sie lassen sich dabei fotografieren.

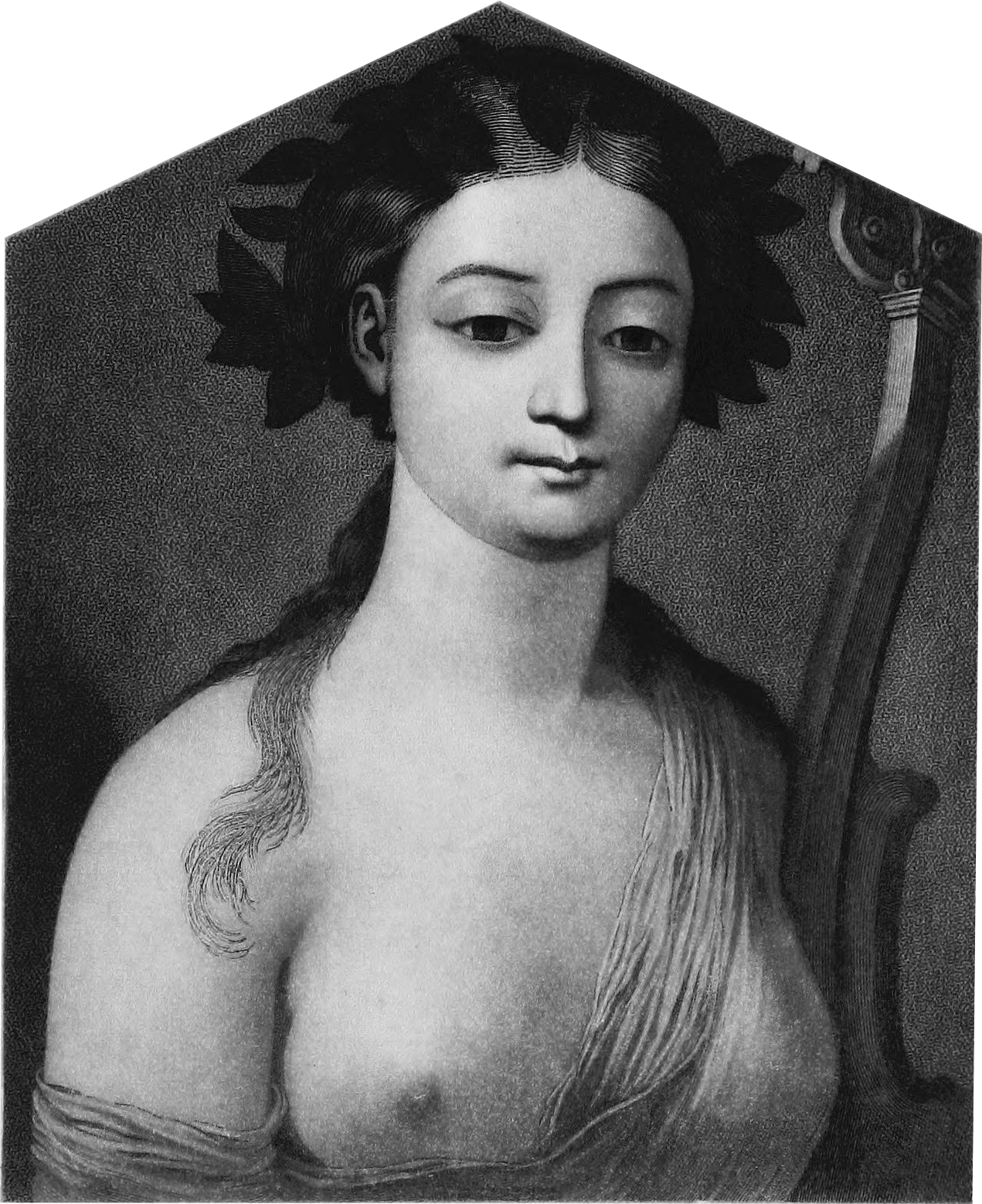
Die Fälschung eines antik-römischen Porträts, „entdeckt“ 1818

Miller wartet vor der Tür dieses Hauses, während sich seine Begleiterin mit einem jungen Brautpaar anfreundet. Da die Frau dem Paar erzählt hat, ihr Begleiter sei ihr Ehemann, mit dem sie seit Jahren glücklich verheiratet ist, möchte sich das Paar mit den beiden fotografieren lassen. Miller lehnt zunächst ab, fügt sich dann aber widerwillig. 
Anschließend besuchen sie das örtliche Kunstmuseum, wo ein angeblich antik-römisches Frauenporträt zu sehen ist – schön wie die Mona Lisa –, bei dem es sich aber herausgestellt hat, dass es sich hier um eine Fälschung aus dem 19. Jahrhundert handelt, die lange für eine echte Antike gehalten wurde. Das Bild ist Anlass für eine heftige Diskussion der beiden, da Miller die Meinung vertritt, das Original sei die dargestellte Frau, beide Gemälde aber gleicherweise nur Abbilder.
In einer Bar bestellen sie Kaffee. Miller erhält auf dem Handy einen Anruf, geht nach draußen und führt ein endlos langes Telefongespräch. Währenddessen kommen die Wirtin und die Frau ins Gespräch. Die Wirtin hält Miller für ihren Ehemann, was sie nicht korrigiert. Sie erklärt, dass sie Französin ist, ihr Ehemann aber Engländer, der Französisch nicht beherrsche, weswegen sie zusammen Englisch sprechen, und sie erzählt, dass sie seit 15 Jahren verheiratet sind. Beide plaudern über die Männer, die Arbeit der Männer und das Leben der Frauen und über die Liebe.
Als Miller von seinem Telefonat zurückkommt, setzt sie das Spiel einfach fort, und nach kurzem Stutzen spielt auch er das Spiel mit. Ab diesem Zeitpunkt verändert sich die Beziehung der beiden: Die Gespräche werden emotionaler und leidenschaftlicher. In fliegendem Wechsel reden sie Englisch oder Französisch – was er doch angeblich weder versteht noch spricht. Ob sie dabei nur spielen oder ob sie sich hier an typische „Szenen ihrer Ehe“ erinnern – Streit, Schuldzuweisungen, Tränen, von einem gemeinsamen Sohn, den sie aus Fahrlässigkeit in Lebensgefahr gebracht habe, ist die Rede –, darüber bleibt der Zuschauer im Unklaren. Ihr Umgang miteinander wird immer vertrauter, er legt ihr einmal die Hand auf die Schulter, sie streichelt seine unrasierten Wangen. 
Wie ein Liebespaar sitzen sie eng beieinander auf der Treppe zu einer Pension, die Pension mit dem Zimmer Nr. 9, in dem sie – wie die Frau dem Concierge erklärt – einst ihre Hochzeitsnacht verbracht haben. 
Der Film endet, als sie auf dem Bett liegt, er sie daran erinnert, dass er seinen Zug erreichen möchte, aus dem Fenster auf die Ziegeldächer und den Glockenturm schaut, und sich dann langsam aus dem Bild entfernt. Ob er bleibt oder geht, bleibt offen.

## Auszeichnungen
Der Film gewann auf internationalen Wettbewerben zehn Erste Preise und war für 24 weitere Preise nominiert. 2010 war der Film für die Goldene Palme in Cannes nominiert. In Cannes gewonnen hat Juliette Binoche den Preis als beste Hauptdarstellerin und Kiarostami den Special Award of the Youth. 
2011 gewann der Film den SFFCC Award des San Francisco Film Critics Circle als bester fremdsprachiger Film.
2012 wurde der Film in Valladolid als bester Film mit dem Golden Spike ausgezeichnet.
Außer in Cannes wurde Juliette Binoche
2010 auf dem Hawaii International Film Festival und 2012 von der Georgia Film Critics Association als Beste Schauspielerin ausgezeichnet.

## Kritiken
Die Kritiken zu dem Film sind überwiegend positiv. So gibt Rotten Tomatoes eine Zustimmung der Kritiker von 89 % an,  während das Publikum nur eine 70-%-Wertung abgab. 
Für Bert Rebhandl ist der Kunstfilm ein Meisterwerk der Moderne. Das Publikum sehe die Hauptdarsteller in „Momenten, aus denen Liebe entstehen kann.“
Susan Vahabzadeh von der Süddeutschen Zeitung meint: „Es entwickelt sich ein Spiegelsaal der Beziehungen, man kann nicht mehr entscheiden, welche der Versionen ihres Lebens vorgespiegelt ist und welche die wahre - und welchen Einfluss das überhaupt hätte auf die Frage, ob die beiden glücklich sind.“ Ob eine vorgetäuschte Emotion weniger wert ist als eine echte, sei vermutlich Teil der Fragestellung Kiarostamis. Für die größte Schwäche des Films hält sie sein Ende, da Kiarostami hier zwar zurückgefunden habe zur traditionellen Erzählung, aber nicht wirklich zur Abbildung von Menschen.
Thomas Assheuer von der Zeit bezeichnet den Film als „banale und geniale Geschichte“ und schreibt: „Kiarostamis frühere Filme leben nicht nur von ihrer meisterhaften lyrischen Lakonie, sondern auch von einem romantischen Kommunitarismus, der weder kitschig noch autoritär ist. Daraus ergab sich von Anfang an eine radikale, auch radikal einseitige Abrechnung mit der westlichen Lebensform, und bei den Liebesfälschern, dem ersten Film, den er außerhalb seines Heimatlandes drehte, ist sie besonders drastisch ausgefallen“. Bis zum Schluss bleibe der Film ein artifizielles Vexierbild, und auch das „Geheimnis der Ehe“ werde nicht enthüllt.
Laut Kino.de entwickele Abbas Kiarostami aus der Begegnung von zwei Fremden ein filigranes Beziehungsspiel zwischen Wahrheit und Wahrnehmung, Täuschung und Lüge.
Auf cinefacts wird ein weniger freundliches Fazit gezogen: „Was als charmantes Spiel um Echtheit und Nachahmung in der Kunst und im Leben beginnt, wird allzuschnell zu prätentiösem Kunstkino, an dem jedes Interesse erlahmt.“ Die „vielen Dialogszenen spielen in den schönsten Orten der Toscana, Touristenattraktionen werden ins Bild gesetzt, man genießt Landschaft und Wein – wer die Oberfläche eines Urlaubsführers in einen Film umgesetzt sehen möchte, für den ist Copie Conforme ideal.“
2016 belegte Die Liebesfälscher bei einer Umfrage der BBC zu den 100 bedeutendsten Filmen des 21. Jahrhunderts (Filme mit Erscheinungsjahr 2000 bis 2016) den 46. Platz.

## Produktion
Der Film wurde in der Toskana in Florenz, Arezzo, Cortona und Lucignano gedreht. Das Budget wird mit 4,5 Mio. € angegeben. Kinostart in Deutschland war der 13. Oktober 2011.
Das in Persisch verfasste Drehbuch wurde zunächst ins Französische und dann ins Englische übersetzt, was Probleme bei der Übersetzung idiomatischer Ausdrücke in der endgültigen Fassung des Drehbuchs aufwarf. Die Sprache im Film ist abwechselnd Englisch, Französisch oder Italienisch, was bei der deutschen Synchronisation nicht mehr zu erkennen ist. Die deutsche Synchronsprecherin von Juliette Binoche ist Katrin Decker.
Kiarostami, der bisher vorwiegend mit Laiendarstellern gearbeitet hatte, drehte hier erstmals mit einem europäischen professionellen Team vor und hinter der Kamera.
Während Juliette Binoche, die seit längerem mit Kiarostami befreundet war, von Anfang an feststand, gestaltete sich das Casting des männlichen Hauptdarstellers schwierig. Gedacht wurde an Sami Frey, François Cluzet oder an Robert De Niro. Die Wahl fiel schließlich auf den Briten William Shimell.
Für William Shimell, von Haus aus Opernsänger, war es der erste Auftritt in einem Film.
Kiarostami hatte Shimell bei seiner Inszenierung von Così fan tutte in Aix-en-Provence. kennengelernt, wo Shimell die Rolle des Don Alfonso sang, und hatte ihm eine Rolle in seinem neusten Filmprojekt angeboten. Shimell spricht fließend Englisch, Französisch und Italienisch und genügte hier den Anforderungen des Drehbuchs.
Copie Conforme ist der erste Spielfilm Kiarostamis, der außerhalb des Irans gedreht und produziert wurde. Er darf im Heimatland des Regisseurs aufgrund der Kleidung der Hauptdarstellerin nicht gezeigt werden.